# پیروز (مهرانی)
پیروز از شاهان Gogarene و Gardman بود که از ۳۳۰ تا ۳۶۱ حکومت کرد. او بنیان‌گذار سلسله مهرانیان، شاخه‌ای از خاندان مهران یکی از هفت خاندان پارتی بود. او داماد میریان سوم بود و به مسیحیت گروید و به خاندان خسرویانی‌ها تعلق داشت که آن هم از شاخه‌های خاندان مهران بود. پیروز سرانجام در طول سلطنتش در قفقاز به مسیحیت گروید. او در سال ۳۶۱ درگذشت و در Gardman پسرش Khurs جانشین او شد و در Gogarene پسر دیگرش که نام او روشن نیست جانشین او شد و او هم در سال ۳۹۶ سلطنت را به Bakur I واگذار کرد.